# Arteria mascellare
L'arteria mascellare, o arteria mascellare interna, è un ramo terminale dell'arteria carotide esterna. Il suo territorio di vascolarizzazione comprende le strutture della regione infratemporale, gran parte della mascella e parte della mandibola: fondamentalmente quelle strutture che derivano dal primo arco branchiale. Dopo un breve decorso nella regione parotidea, nella quale origina in corrispondenza del collo della mandibola, entra nello spazio pterigomandibolare della fossa infratemporale attraverso la fascia interpterigoidea, decorrendo lateralmente (nella maggioranza dei casi) o medialmente al muscolo pterigoideo laterale. Attraversa la fossa infratemporale e raggiunge la fossa pterigopalatina mediante la fessura pterigomascellare, per poi entrare come arteria sfenopalatina nel foro omonimo.

## Rapporti
I rapporti variano a seconda del tragitto dell'arteria che può essere superficiale o profondo
- Tragitto superficiale: decorre inizialmente in stretta vicinanza della faccia mediale del collo del condilo, fra questa e il legamento sfenomandibolare, poi prosegue medialmente al capo inferiore del pterigoideo laterale raggiungendo la fossa pterigopalatina.
- Tragitto profondo: penetra nello spazio pterigomandibolare decorrendo medialmente al capo inferiore del muscolo pterigoideo laterale. Si porta quindi in alto per penetrare, passando attraverso i due capi del pterigoideo laterale, nella fossa pterigopalatina. L'arteria contrae un rapporto variabile con i nervi alveolare inferiore e linguale.

In pratica il decorso dell'arteria mascellare è alquanto variabile:
1. Nella maggioranza dei casi l'arteria decorre lateralmente al muscolo pterigoideo laterale, ma può trovarsi anche medialmente
2. L'arteria decorre in posizione generalmente laterale rispetto al nervo linguale e alveolare inferiore, ma medialmente al nervo buccale
3. In rari casi può decorrere in posizione mediale rispetto al tronco del trigemino

## Rami
Nel suo decorso, di circa 4–5 cm, l'arteria mascellare fornisce circa 15 rami, la maggior parte dei quali originano nella fossa infratemporale. La possibilità di individuare lungo il tragitto tratti con un maggior numero di rami collaterali permette di dividere il tragitto in tre parti: retromandibolare o posteriore, intermedia o muscolare e sfenopalatina o anteriore.

### Parte retromandibolare
- Arteria auricolare profonda, sale verticalmente dietro l'ATM alla quale cede rami vascolari capsulari. Invia rami per il meato acustico esterno e la membrana del timpano.
- Arteria timpanica anteriore o arteria piccola timpanica, per la mucosa della cassa del timpano che raggiunge accompagnandosi alla corda del timpano attraverso la fessura petrotimpanica. In molti casi l'arteria passa attraverso un foro distinto da quello della cassa del timpano. Può fornire rami capsulari per l'ATM. Porta il sangue alla superficie interna della membrana timpanica e si distribuisce anche alla mucosa dell'orecchio medio.
- Arteria meningea media, sale ponendosi medialmente al muscolo pterigoideo laterale e penetra attraverso il foro spinoso nella cavità cranica per ramificarsi nella dura madre. Può fornire rami capsulari per l'ATM. Si impegna fra le radici del Nervo auricolo-temporale.

Vicino alla base cranica, dà un ramo che è l'Arteria Meningea Accessoria, che fornisce rami per la tuba uditiva e muscoli vicini; poi anche un altro ramo che si porta attraverso il foro ovale al ganglio semilunare.
L'arteria invia tanti piccoli rami per la cassa del timpano e annessi, questi perforano il tetto dell'orecchio medio.
Dopo il foro spinoso, si divide in due rami terminali, uno anteriore (spesso si unisce all'arteria lacrimale, ramo dell'Arteria oftalmica) e uno posteriore.
Decorre poi con i suoi rami in solchi profondi all'interno del cranio, arrivando a vascolarizzare la dura madre e i tessuti circostanti.
- Arteria piccola meningea
- Arteria alveolare inferiore, decorre tra il muscolo pterigoideo mediale e il ramo della mandibola per immettersi nel foro mandibolare assieme alla vena e al nervo omonimi. Prima di penetrare nel foro mandibolare dà origine alla arteria miloioidea. Questa, accompagnandosi nel solco miloioideo con il nervo miloioideo, raggiunge il muscolo miloioideo per anastomizzarsi con i rami dell'arteria sottomentale. L'arteria termina fuoriuscendo dal canale mentale come arteria mentale. Lungo il suo decorso all'interno del canale mandibolare rilascia rami dentali, per la polpa dentaria, rami perforanti per il legamento periodontale e rami interdentali per la papilla interdentale. Nella gengiva i rami che provengono dall'arteria alveolare inferiore si anastomizzano con vasi superficiali provenienti dalle arterie linguale, mentale e buccale.

### Parte muscolare
A parte l'arteria buccale, sono i rami per i quattro muscoli masticatori:
- Arteria masseterina, per il muscolo omonimo.
- Arterie temporali profonde posteriore e anteriore.
- Rami pterigoidei destinati ai muscoli omonimi.
- Arteria buccale (o buccinatoria), per il muscolo buccinatore. L'arteria, una volta giunta sulla superficie esterna del muscolo buccinatore, si divide in rami per la mucosa della guancia che si anastomizzano con rami delle arterie facciale e trasversa della faccia.

### Parte sfenopalatina
- Arteria alveolare posteriore superiore, addossata al periostio della faccia infratemporale della mascella emette rami che penetrano, insieme ai nervi e vene alveolare posteriori superiori, per la vascolarizzazione di parte del seno mascellare, la gengiva in corrispondenza dei molari e premolari, e questi denti tramite i rami dentali.
- Arteria palatina discendente, penetra nella fossa pterigopalatina per decorrere nel canale pterigopalatino e giungere nella cavità buccale tramite il foro palatino maggiore come arteria palatina maggiore. Lungo il decorso nel canale palatino, l'arteria emette rami più piccoli, le arterie palatine minori, che raggiungono la cavità buccale tramite i fori palatini minori. L'arteria palatina maggiore si porta in avanti decorrendo nella sottomucosa al confine tra il processo palatino orizzontale e la lamina interna del processo alveolare. Vascolarizza la mucosa del palato duro e il versante palatino della gengiva. La parte terminale penetra nel foro incisivo e, con un percorso a ritroso nel canale sfenopalatino, entra nelle cavità nasali dove i rami terminali si anastomizzano con i rami dell'arteria sfenopalatina.
- Arteria del canale pterigoideo o arteria vidiana, percorre col nervo omonimo il canale pterigoideo e va a irrorare la mucosa della parte superiore della faringe, la tuba uditiva e la cavità timpanica.
- Arteria infraorbitaria, prende origine tramite un tronco comune con l'arteria alveolare posteriore superiore. Penetra nella fessura orbitaria inferiore, percorre il canale infraorbitario per emergere dal foro infraorbitario come arteria infraorbitaria. Questa ha il compito di vascolarizzare la cute della parte anteriore della guancia e il labbro superiore. Invia inoltre rami per i muscoli inferiori del bulbo oculare, il retto e l'obliquo inferiori. Prima di emergere dal foro infraorbitario emette la arteria alveolare anteriore superiore per i denti e la gengiva dei denti anteriori.
- Arteria faringea, percorre il canale omonimo con il ramo faringeo del ganglio sfenopalatino e si distribuisce alla mucosa della volta della cavità nasale e della faringe, al seno sfenoidale e alla tuba uditiva.
- Arteria sfenopalatina (ramo terminale), destinata al tetto ed alla porzione superiore del setto e delle pareti laterali delle cavità nasali, cui vi giunge attraverso il foro sfenopalatino.